# Elias Yáñez
Elias Yáñez – chilijski jeździec sportowy, uczestnik Igrzysk Olimpijskich 1912.
Podczas Igrzysk Olimpijskich w Sztokholmie w 1912 roku brał udział w konkursie indywidualnym skoków przez przeszkody. Startował na koniu Patria. Z wynikiem 166 punktów został sklasyfikowany na 25. pozycji.